# Día de la Canción Criolla
El Día de la Canción Criolla (Giorno della canzone criolla) è una festività peruviana che si svolge il 31 ottobre di ogni anno. Fu istituito il 18 ottobre 1944 dal Presidente della Repubblica, don Manuel Prado Ugarteche, con risoluzione suprema. È un riconoscimento politico emerso come reazione al movimento indigeno del tempo, alla predicazione mariateguista e all'enorme migrazione di persone dalle Ande alla capitale.

## Storia
El Día de la canción criolla viene celebrato ogni 31 ottobre, deciso dal presidente della Repubblica, don Manuel Prado Ugarteche, per mezzo di una risoluzione suprema stabilita il 18 ottobre 1944. Questa festa è rappresentata anche nelle scuole con canzoni, imitazioni, balli o suonando uno strumento collegato al tema.
La storia della nostra musica creola e afro-peruviana risale all'arrivo degli spagnoli e degli schiavi portati da loro. Inoltre, tra i generi più importanti, coltivati nel XX secolo sono il valzer peruviano, la marinera o canto de jarana, il tondero e il festejo. Nel giorno della canzone creola si celebrano tutti gli autori e compositori che hanno creato le loro canzoni per il Perù e per tutto ciò che è accaduto agli antenati.

## Cantanti di música criolla del Perú
- Jesús Vásquez: La Reina y Señora de la Canción Criolla
- Lucha Reyes: La Morena de Oro del Perú
- Los Troveros Criollos
- Los Chamas
- Los Morochucos
- Los Hnos. Zañartu
- Edith Barr: La Flor Morena de la Canción Criolla
- Cecilia Barraza: La Pequeña Grande de la Canción Criolla
- Los Kipus
- Irma y Oswaldo
- Roberto Tello
- Los Dávalos: Los Ídolos
- Los Embajadores Criollos: Los Ídolos del Pueblo
- Maritza Rodríguez: La Princesita de la Canción Criolla
- Los Trovadores del Perú
- Los Ases del Perú
- La Limeñita y Ascoy
- Luciano Zevallos
- Luis Abanto Morales: El Cantor del Pueblo
- Eloísa Angulo: La Soberana de la Canción Criolla
- Eva Ayllón: La Reina del Landó
- Cecilia Bracamonte
- Lucila Campos: La Morena Espectáculo
- Bartola
- Pablo Casas Padilla
- Arturo "Zambo" Cavero
- Lucía de la Cruz: La Reina de los Festivales
- Chabuca Granda
- Augusto Polo Campos
- Óscar Avilés: La Primera Guitarra del Perú
- Los Ardiles: Los Hermanos Ardiles